# دیکیرش
دیکیرش (به آلمانی: Diekirch، به زبان لوکزامبورگی: Dikrech) نام یک شهر و بخش در کشور لوکزامبورگ است.
شهر دیکیرش در شمال خاوری لوکزامبورگ در کنار رود زاور قرار گرفته و مرکز بخش و استان دیکیرش است.
نام دیکیرش از واژهٔ دیت-کیرش (Diet-Kirch) به معنی «کلیسای مردم» آمده‌است.
جمعیت دیکیرش در سال ۲۰۱۸ میلادی ۶۷۵۸ نفر است.
این شهر نخستین شهر در لوکزامبورگ بود که یک محدوده عابران پیاده در آن تشکیل شد (سال ۱۹۷۷). در این شهر همچنین یک آبجوسازی به نام دیکیرش و دو دبیرستان وجود دارد.
موزه ملی تاریخ نظامی لوکزامبورگ در شهر دیکیرش قرار دارد که نشان‌دهنده نقش مهم این شهر در تهاجم آردن است. تهاجم آردن نبرد بزرگی بود که در جنگ جهانی دوم روی داد.
لشکر ۵ پیاده ایالات متحده توانست در شب ۱۸ ژانویه ۱۹۴۵ در این محل از رود زاور بگذرد.
امروزه دیکیرش محل یکی از شش قرارگاه شهربانی دوک‌نشین اعظم در کشور لوکزامبورگ است.
خر از قدیم و در باور عوام، شگون‌نما (نشان و طلسم ضد بدشگونی) این شهر بوده و هست.
یک فواره به شکل خر در مرکز شهر دیکیرش قرار دارد و دسته کارناوال این شهر نیز هر ساله با عَلَم خَرنِشان حرکت می‌کند.

## تاریخچه جمعیت
تاریخچه رشد جمعیت این شهرداری در جدول زیر آمده‌است:
| سال  | جمعیت |
| ---- | ----- |
| ۱۸۲۱ | ۱۷۹۳  |
| ۱۸۵۱ | ۲۸۴۶  |
| ۱۸۸۰ | ۳۲۵۴  |
| ۱۹۱۰ | ۳۷۷۷  |
| ۱۹۳۵ | ۳۸۴۲  |
| ۱۹۴۷ | ۳۸۰۹  |
| ۱۹۶۰ | ۴۳۹۷  |
| ۱۹۷۰ | ۵۰۵۹  |
| ۱۹۸۱ | ۵۵۸۵  |
| ۱۹۹۱ | ۵۵۸۹  |
| ۲۰۰۱ | ۶۰۶۸  |
| ۲۰۰۴ | ۶۳۳۱  |
| ۲۰۰۷ | ۶۲۵۷  |
| ۲۰۱۰ | ۶۳۹۰  |
| ۲۰۱۱ | ۶۴۱۳  |

## شهرهای خواهر
- بیت‌بورگ، آلمان
- آرلون، بلژیک
- هایانیه، فرانسه
- لیبرتی، میزوری، ایالات متحده
- مونتهی، سوئیس

## نگارخانه

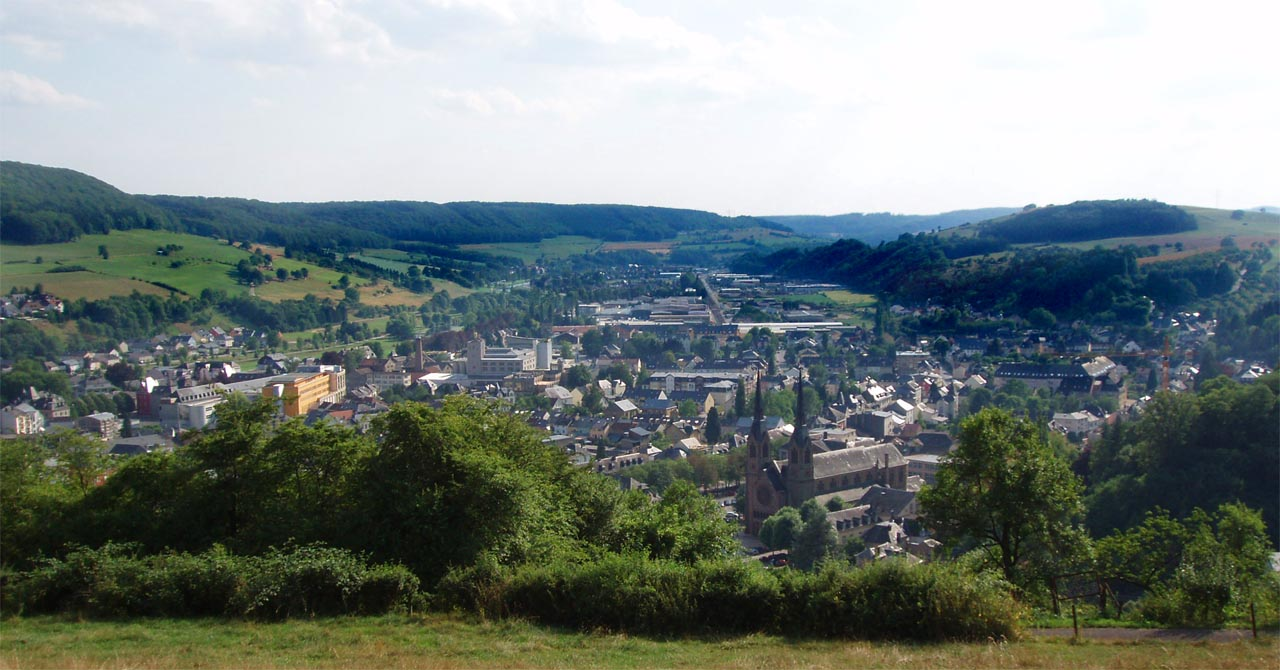
نمایی از شهر
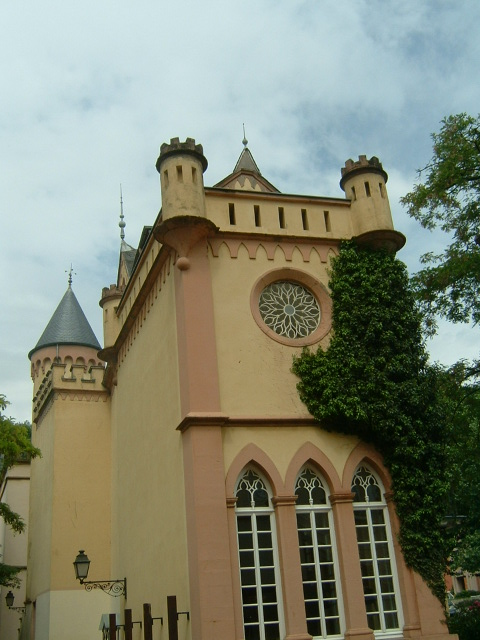
کاخ ویرتگِن (امروزه هنرستان موسیقی است)